# Férid Boughedir
Pour les articles homonymes, voir Boughedir.
Férid Boughedir (arabe : فريد بوغدير), né en 1944 à Hammam Lif, est un réalisateur tunisien de cinéma. Il est également critique et historien du cinéma, dirigeant de festivals et de colloques cinématographiques.

## Biographie
Fils de Taoufik Boughedir, un journaliste, nouvelliste, dramaturge et homme de culture, pionnier de la critique théâtrale et picturale tunisienne et pionnier de la création théâtrale radiophonique tunisienne, il devient journaliste à la revue Jeune Afrique en 1971 ; Férid Boughedir est par ailleurs professeur de cinéma à l'université de Tunis.
Il se fait d'abord connaître comme critique cinématographique par ses ouvrages, et publications sur l'histoire des cinémas africain et arabe. Il réalise deux longs métrages documentaires présentés en sélection officielle au Festival de Cannes : Caméra d'Afrique (1983) et Caméra arabe (1987).
Sa première œuvre de fiction, Halfaouine, l'enfant des terrasses (1990) est couronnée de plusieurs récompenses, dont le Tanit d'or aux Journées cinématographiques de Carthage (JCC), et demeure à ce jour le film tunisien le plus vu dans le monde. Son deuxième long métrage de fiction, Un été à La Goulette est sélectionné en compétition officielle à la Berlinale 1996 avant de recevoir, la même année, le Prix de la biennale des cinémas arabes de Paris. Son troisième long métrage de cinéma, Zizou (Parfum de printemps dans sa version française), remporte en 2016 le prix du meilleur film arabe de l'année au Festival international du film du Caire.
En 1992, Boughedir est délégué général lors de la 14e session des JCC, dont il devient vice-président en 2000 et 2002 puis directeur en 2006, avant de recevoir le prix du 50e anniversaire des JCC lors de la 27e session en 2016. Il est par ailleurs membre des jurys officiels du Festival de Cannes, en 1991 dans la catégorie long métrage et en 2009 dans la catégorie court métrage, de la Berlinale (1997) et de la Mostra de Venise (1999), ainsi que président du jury du Festival panafricain du cinéma et de la télévision de Ouagadougou (2001).
En 2016, il est le seul Tunisien à figurer dans le top 50 des personnalités arabes les plus importantes de l'année publié par l'hebdomadaire The Middle East Magazine « pour un talent artistique qui a réussi à travers ses films, à promouvoir une image positive de son pays, la Tunisie, à l'échelle mondiale ».
La même année, il est accusé de harcèlement suite à des propos à l'encontre de femmes artistes, qu'il qualifie de « sketch improvisé ». En 2024, des militantes féministes dénoncent son rôle de président d'honneur des JCC en le traitant d'« harceleur notoire », alors qu'il évoque un acharnement et assure qu'aucune plainte n'avait été déposée.

## Filmographie

### Cinéma
- 1969 : La Mort trouble (coécrit et coréalisé avec Claude d'Anna)
- 1972 : Pique-nique (court métrage de fiction), l'un des trois courts métrages composant le film Au pays du Tararanni
- 1983 : Caméra d'Afrique (long métrage documentaire)
- 1985 : Cinéma de Carthage (court métrage documentaire)
- 1987 : Caméra arabe (moyen métrage documentaire)
- 1990 : Halfaouine, l'enfant des terrasses (long métrage de fiction)
- 1996 : Un été à La Goulette (long métrage de fiction)
- 2016 : Zizou (Parfum de printemps en français ; long métrage de fiction)[4]

### Télévision
- 2008 : Villa Jasmin, téléfilm adapté du roman Villa Jasmin de Serge Moati

## Distinctions
- Grand-officier de l'Ordre national du Mérite (Tunisie, 2006)[5].

## Publications

### Ouvrages principaux
- Le cinéma africain de A à Z, Éditions Ocic
- Le cinéma en Afrique et dans le monde, Éditions Jeune Afrique

### Ouvrages collectifs
- Les cinémas du Maghreb, Éditions Papyrus
- Cinémas noirs d'Afrique, Éditions L'Harmattan